# Rinat Kiréyev
Rinat Kiréyev –en ruso, Ринат Киреев– (19 de octubre de 1987) es un deportista ruso que compitió en halterofilia. Ganó una medalla de oro en el Campeonato Europeo de Halterofilia de 2013, en la categoría de 94 kg.

## Palmarés internacional
| Campeonato Europeo | Campeonato Europeo | Campeonato Europeo | Campeonato Europeo |
| Año                | Lugar              | Medalla            | Categoría          |
| ------------------ | ------------------ | ------------------ | ------------------ |
| 2013               | Tirana (Albania)   | Medalla de oro     | 94 kg              |